# Pandanus columnaris
Pandanus columnaris är en enhjärtbladig växtart som beskrevs av Harold St.John. Pandanus columnaris ingår i släktet Pandanus och familjen Pandanaceae.
Artens utbredningsområde är Madagaskar. Inga underarter finns listade.